# Quaoar (mythologie)
Pour les articles homonymes, voir Quaoar.
Quaoar est une divinité amérindienne, l'esprit créateur en mythologie du peuple tongva (San Gabrielino). Son nom est à l'origine de celui du transneptunien (50000) Quaoar.
Son équivalent chez le peuple luiseño (cousin des Gabrielino-Tongva) est Chingichngish (aussi épelé Chinigchinix, Chinigchinich, Changitchnish, etc.).